# Вишневий сад
«Вишневий сад» — лірична п'єса на чотири дії письменника і драматурга українського походження Антона Чехова, написана в 1903 році в Україні, на території сучасної Сумської області.
Прем'єрна вистава відбулась 17 січня 1904 року в Московському художньому театрі. Після третьої дії Чехову влаштували вшанування з приводу 25-річчя його літературної творчості. Він стояв на сцені «мертвотно-блідий і худий… не міг погамувати кашлю… Ювілей вийшов святковий, та проте він залишив тяжке враження. Від нього віяло похоронами. Було тоскно на душі», — згадував пізніше Костянтин Станіславський.

## Дійові особи
- Любов Андріївна Раневська — поміщиця
- Аня — її донька, 17 років
- Варя — її прийомна донька, 24 роки
- Гаєв Леонід Андрійович — брат Раневської
- Лопахін Єрмолай Олексійович — купець
- Трофимов Петро Сергійович — студент
- Симеонов-Пищик Борис Борисович — поміщик
- Шарлотта Іванівна — гувернантка
- Єпіходов Семен Пантелеєвич — конторщик
- Дуняша — покоївка
- Фірс — лакей, старий, 87 років
- Яша — молодий лакей
- Перехожий
- Начальник станції
- Поштовий чиновник
- Гості
- Слуги

## Сюжет
Дія починається навесні в маєтку Любові Андріївни Раневської, яка після кількох років проживання у Франції повертається зі своєю сімнадцятирічною дочкою Анею в Росію. На станції їх уже чекають Гаєв, брат Раневської, і Варя, її прийомна дочка.
Грошей у Раневської практично не залишилося, а маєток з його прекрасним вишневим садом незабаром може бути продано за борги. Знайомий купець Лопахін розповідає поміщиці свій варіант вирішення проблеми: він пропонує розбити землю на ділянки і віддавати їх в оренду дачникам. Любов Андріївна сильно здивована такою пропозицією: вона не може уявити, як можна вирубати вишневий сад і віддати свій маєток, де вона виросла, де пройшла її молоде життя і де загинув її син Гриша, в оренду дачникам. Гаєв і Варя також намагаються відшукати будь-які виходи з ситуації, що склалася: Гаєв обнадіює всіх і клянеться, що маєток не буде продано: в його планах зайняти трохи грошей у багатої ярославської тітоньки, яка, втім, Раневську недолюблює.
У другій частині вся дія переноситься на вулицю. Лопахін продовжує наполягати на своєму плані як на єдиному вірному, але його навіть не слухають. У той же час в п'єсі з'являється і філософська тематика і більш повно розкривається образ учителя Трофимова. Вступивши в розмову з Раневською і Гайовим, Трофимов говорить про майбутнє Росії, про щастя, про нову людину. Мрійливий Трофимов вступає в суперечку з матеріалістом Лопахіним, який не здатний оцінити його думки, а залишається наодинці з Анею, яка одна з усіх його розуміє, Трофимов говорить їй, що треба бути «вище любові».
У третій дії Гаєв і Лопахін їдуть в місто, де повинні відбутися торги, а тим часом в маєтку влаштовуються танці. Гувернантка Шарлотта Іванівна розважає гостей своїми фокусами з черевомовлення. Кожен з героїв зайнятий своїми проблемами. Любов Андріївна переживає, чому ж її брат так довго не повертається. Коли ж Гаєв все-таки з'являється, він повідомляє повній безпідставних надій сестрі, що маєток продано, а його покупцем став Лопахін. Лопахін щасливий, він відчуває свою перемогу і просить музикантів зіграти що-небудь веселе, йому немає ніякого діла до смутку і відчаю Раневских і Гаєва.
Фінальну дію присвячено від'їзду Раневської, її брата, дочок і прислуги з маєтку. Вони розлучаються з місцем, яке так багато для них означало, і починають нове життя. План Лопахіна здійснився: тепер він, як і хотів, вирубає сад і віддасть землю в оренду дачникам. Всі їдуть, і тільки старий лакей Фірс, кинутий усіма, вимовляє фінальний монолог, після чого чується звук стуку сокири по дереву.

## Критика
Іван Бунін у своїх спогадах про А. П. Чехова писав у «Автобіографічних замітках»: «Всупереч Чехову, ніде не було в Росії садів вишневих…»
В статті «Вишнёвый cash», опублікованої в 2013 році в щоденному економічному журналі «Комерсантъ-Деньги», Олена Чиркова піддала п'єсу економічному аналізу, метою якого було з'ясувати, чому і наскільки Любов Раневська продешевила, продаючи помістя. На думку автора статті, Раневська розуміла, на что шла, але «трубный зов» виявився сильнішим, ніж економічний інтерес. Чиркова приходить до висновку, що «Лопахін рубав так сміливо, щоб звук сокири чула від'їжджаюча Раневська»

## Художні особливості
П'єса починається як комедія, але в кінці можна побачити характерне для автора поєднання комічного та трагічного.
Незвично в п'єсі будуються діалоги: частіше всього репліки не є послідовною відповіддю на поставлене до цього питання, а відтворюють невпорядковану розмову. Це пов'язано не тільки з прагненням Чехова наблизити розмову в п'єсі до розмов, які бувають у реальному житті, але і показником того, що герої не слухають і не чують один одного.
Головною відмінною рисою твору є особливий чехівський символізм. «Головним, центральним героєм» творів є не персонаж, а образ вишневого саду — символ дворянської Росії. В п'єсі вирубається сад, а в житті розпадаються дворянські гнізда, гине стара Росія, Росія Раневських і Гайових. В цьому є і момент передбачення Чеховим послідовних подій, які йому побачити вже не вдалося. Символіка в п'єсі використовує найрізноманітніші художні засоби: смислові (головна тема розмов) та зовнішні (стиль одягу) лейтомотиви, манеру поведінки, вчинки.

## Переклад українською
Українською мовою п'єсу переклав Петро Панч.

## П'єса на українській сцені
9 жовтня 2010 року відбулася прем'єра п'єси в Національному академічному театрі російської драми ім. Лесі Українки (постановка — Аркадій Кац, художник — Тетяна Швець, балетмейстер-постановник — Алла Рубіна.
Прем'єра вистави «Вишневий сад» в Київському академічному театрі «Актор» відбулася 12 травня 2021 року. Постановка Слави Жили. Роль Лопахіна виконав Віталій Ажнов, Раневська — Крістіна Синельник. Пластичне вирішення — Ольга Семьошкіна. Вистава отримала змішані відгуки критиків через некласичну постановку.